# 美穂由紀
美穂 由紀（みほ ゆき、1969年4月11日 - ）は、日本の元AV女優・元女優。
愛知県豊橋市生まれ、神奈川県横浜市戸塚区育ち。
1980年代末のAV女優。愛称は「（AV界の）ミポリン」。

## 来歴
中学生時代に『Lemon』（学習研究社）に読者モデルとして掲載されたことがある。また高校生時代には、映画『新宿純愛物語』ヒロイン役オーディションに応募、最終選考に残るなど、元々は女優指向が強かった。
1987年7月、『セーラー服の女ともだち』（「美樹由紀」名義、クリスタル映像）でAVデビュー。翌月、同時撮影の単体主演作『うしろ好きの私』（クリスタル映像）も発売。3作品に出演の後、一時AV業界から引退。AV活動後期からAV引退後は、一般のVシネマやビデオドラマ、映画に女優として出演していた。
1988年7月、写真集『南色の風』で業界復帰。1991年8月、『解禁』（ステラ）でAVを完全引退。1992年頃には芸能界からも引退した。

## 受賞歴
- 1988年 雑誌「ビデオボーイ」（英知出版）1988年年間人気No.1に選出。

## エピソード
デビュー当初、メディアでは中山美穂に似ているAV女優として扱われており、ファンも愛称として「ミポリン」と呼んでいて、この愛称が定着した。芸名の「美穂」は、中山美穂を意識したものではなく、本名から取られている。変わった名前が良いということで、最初の所属事務所が、名前を苗字に持ってきた「美穂由紀」という芸名を考案した。
英知出版の『デラべっぴん』『Beppin』『ビデオボーイ』などの雑誌のグラビアモデルとしても人気があった。いわゆる『英知系』のAV女優として認知されていることもあるが、他の英知系のAV女優とは異なり、宇宙企画以外の幅広いメーカーの作品に出演している。
合計49本の単体AVに主演しており、当時のAV主演本数ではナンバー1と言われた。この他にも5本のピンク映画に主演、書店流通のAV13本に主演、11本のバラエティ系のAVに出演している。また、二次使用物のビデオの数は100本以上である。単体AVの主演本数の記録は、1990年代後半から、いわゆるインディーズAVが主流になり、AV業界の産業構造が変わるまで破られなかったものと見られる。
アイドル的な容姿から受ける印象とは異なり、実際はあっけらかんとしてサバサバした性格であり、また、デビュー当時から「メジャーになりたい」など上昇志向の前向きな発言が多く見られ、こうした面でもファンを惹きつけていた。

## 出演

### バラエティ
- 11PM（1987年、日本テレビ系）
- オールナイトフジ（1988年、フジテレビ系）
- 加トちゃんケンちゃんごきげんテレビ「THE DETECTIVE STORY」（1989年、TBS系）

### 一般映画
- 略奪愛（1991年10月10日公開、東映）監督:梶間俊一 - モナミ 役 [2]

### 成人映画（18禁）
- 美穂由紀のマドンナ絶頂（1989年4月29日公開、エクセス）監督:渡辺元嗣 - 主演 ※スクリーンデビュー作 [3]
- 美穂由紀 ザ・本番 令嬢なぶり（1989年8月12日公開、エクセス）監督:渡辺元嗣 - 主演 [4]
- ザ・ONANIE倶楽部 女子大生篇（1990年1月公開、エクセス）監督:新田栄 - 主演　 - 2011年「恥ぢらい女子大生 大胆舌戯」に改題し、リバイバル公開 [5][6]
- 痴漢と覗き むき出し下半身（1990年8月公開、エクセス）監督:新田栄 - 主演　 - 1996年「男子禁制 丸見え女子寮」に改題し、リバイバル公開 [7][8]
- 痴漢と覗き (秘)トイレ篇（1991年1月25日公開、エクセス）監督:新田栄 - 主演　 - 1994年「男子禁制 丸見え女子トイレ」に改題し、リバイバル公開 [9][10]

### オリジナルビデオ
- OL仕置人 彼女が水着にきがえるマエ（1990年8月5日、JVD）監督:吉岡誠 [11]
- 兇悪の牙（1991年5月17日、東映ビデオ）監督:成田裕介 [12]
- 平成恋愛図鑑 日本一パンツを脱がない男（1991年8月22日、バンダイメディア事業部）監督:鈴木浩介 [13]
- 特命警察 盲目刑事（1991年12月20日、ビクターエンタテインメント/パックインビデオ）監督：国本雅広 [14]
- 君と見たい恐い話（1992年1月25日、徳間ジャパンコミュニケーションズ）監督:鈴木浩介 堤ユキヒコ 今井啓毅生 ※3話のオムニバス [15]

### アイドルビデオ
- 浪漫図鑑 淑女たちの下美身解剖 美樹由紀 高原流美（1990年6月15日、英知出版 KBV72-02）※イメージビデオ
- VINBO VOL.25 オリジナルラブストーリー2（1990年、フジテレビ）

### アダルトビデオ（単体主演作）
1987年
- うしろ好きの私（1987年8月3日、クリスタル映像 CK-60）
- PICA・PICAメイトNo.3 ASPIRATION 憧憬 AKOGARE（1987年10月3日、正和）
- MIHO SPECIAL 乳首がピクン!（1987年12月10日、正和 SOW-2076）
- セーラー服の女ともだち 沙羅樹 番匠愛 美樹由紀（1987年、クリスタル映像 CF-01）全3名

1988年
- 決定版! あぶない放課後 Special VERSION（1988年1月24日、V&Rプランニング VR-129）
- ぬくもり（1988年5月9日、クリスタル映像 CC-31）
- 美穂由紀スペシャル（1988年7月15日、パワースポーツ PS-105）
- 嗚呼無情 第一章（1988年9月23日、宇宙企画 CX-19）
  - 嗚呼無情 第二章（1988年11月3日、宇宙企画 CX-21）
- フラッシュバック 8（1988年10月5日、アリスJAPAN KA-1203）
- 駐車禁止はラブコール（1988年10月22日、せいふく舎）
- 花芯痙攣(かしんしびれ)（1988年11月25日、EL ELB-013）
- 日記 〜ダイアリー〜（1988年10月6日、コロナ L-8003）
- 淫 ＜みだら＞（1988年10月29日、新東宝(EVE) STY-44）
- 特殊欲情 シミュレーション・ラブ（1988年10月8日、ミスクリスティーヌ DMC-019）
- 人魚姫 マーメイド（1988年11月15日、ホップビデオ CX-011）
- ビデオアイドル・美穂由紀（1988年11月25日、SARAVAH）
- 火照る姫（ほてるひめ）（1988年11月30日、グラフィティジャパン PM-66）
- 禁断症状（1988年12月10日、新東宝 Y-46）
- あぶない放課後 女教師スペシャル 4（1988年、V&Rプランニング VR-150）

1989年
- 本番 深くうめて（1989年1月1日、ファイブスター FV-8739）
  - 本番 深くうめて 2（1989年1月1日、ファイブスター FV-8748）
  - 本番 深くうめて 3（1989年1月1日、ファイブスター FV-8756）
- 姫あそび（1989年1月17日、宇宙企画 CX-24）
- 戯れ（1989年2月8日、希宝舎 CK-1081）
  - お宝映像 戯れ 美穂由紀（?、VENUS KNDND-116）
- アリーナ学園シリーズ 1 危い遊び 愛田ゆう子 美穂由紀（1989年2月1日、アリーナ CS-54）
- ヘビーセックス宣言 果肉狩り（1989年2月25日、新東宝 STY-47）
- ムーンライトバニー 霜降りロースのうさぎ肉（1989年3月17日、せいふく舎 SE-41）
- 夢世界（1989年3月21日、フェニックス PM-77）
- 由紀の恥丘大紀行（1989年4月24日、ロイヤルアート P-050）
- 殺到現象（1989年5月1日、リバティープランニング LB-010）
- 金閣寺 美穂由紀全解剖（1989年5月26日、VIP 6D-28）
- ザ・レイプ 哀しきDestiny（さだめ）（1989年7月20日、ナイスワン NS-003）
- TWOマッチLOVE 鮎川真理 美穂由紀（1989年8月10日、JVD 141JM-8）
- ドキュメント 美穂由紀（1989年8月18日、アヴァ ART DADA 0009）
- あぶない家庭教師シリーズ 恥態放題（1989年9月11日、ロイヤルアート P-70）
- 逆ソープ天国2（1989年9月25日、JHV KW-7012）
- 牡丹（1989年10月14日、九鬼 GL-36）
- 恋の気分で（1989年10月21日、グラフィティジャパン PM-100）
- AVクイーン 美穂由紀物語（1989年10月30日、ファイブスター FV-8771）
- Two for the Road もう一人の私…（1989年11月30日、ナイスワン NS-007）
- あぶない放課後 女教師スペシャル 4（1989年12月1日、V&Rプランニング VR-150）
  - あぶない放課後 女教師スペシャル 4（2019年6月14日、V&Rプランニング VRTM-436）
- はだかのクイーン 美穂由紀（1989年、AMORMOUS）

1990年
- 痴態放題 3人娘 美穂由紀 秋山まり子 朝倉なおみ（1990年1月1日、アールエーシー SS-010）全3名
- これでいいのか?（1990年2月10日、日本アールエムシー）
- むきだし果肉 スポーツギャルシリーズ TEN POINT 10点満点（1990年2月19日、ロイヤルアート P-093）
- あえぎまくりの4人組 エッチだよ！AVギャル全員集合 美穂由紀 吉川美亜 本田静香 上原ゆかり（1990年3月15日、KKコスミック CV-1006）全4名
- 出血大制服 6（1990年3月23日、VIP 7D-22）
- 寝てみたい女（1990年4月26日、東京音光/Lovely Cats LV-03）
- 欲情むきだし オナドルNo.1（1990年5月19日、ステラ STV-1006）
- H秘書は生がお好き PART2（1990年6月14日、HRC HRC-038）
- 本家極めつけ若奥様ミポリン（1990年7月26日、アリーナ CS-128）
- 真夜中のセクシー・バニー 美穂由紀 鮎川真理（1990年8月8日、KKコスミック CV-1025）
- Mの憂鬱（1990年8月25日、新東宝/EVE STQ-142）
- 着せかえ制服族 岡田優奈 美穂由紀 小沢奈美（1990年10月12日、HRC/シェール HRC-52）全3名
- 胸さわぎの乙女たち 第1話 学園看護婦 山下麻衣 美穂由紀（1990年10月27日、ステラ SDX-001）
  - 胸さわぎの乙女たち 1 山下麻衣 美穂由紀 岡田優奈（2006年10月20日、アトラス21 AVD-333）「第1話 学園看護婦/山下麻衣 美穂由紀」「第2話 クラスメイトの下半身/山下麻衣 岡田優奈」を収録 全3名
- オナニーだよ全員集合（1990年11月13日、HRC HRC-056）全20名
- お元気クリニック 2 美穂由紀（1990年、東京音光）
- わたし尻ません 美穂由紀（1990年、アダムス）
- オルガの戯れ 美穂由紀 和泉冴子（1990年、エイヴィジャパン/Koala KLV-014）
- ティッシュタイムスペシャル「バリバリのピュ！ピュ！！」だぜ（1990年、キャロルキング CL-015）
- ほのぼのレイプ 美穂由紀（1990年、RAC あの3）
- スーパーセックス 美穂由紀（1990年、ブックメディア）
- ゴックン一番搾りやる気まんまん 美穂由紀（1990年、ルナ・エンタープライズ LUV-004）
- アブノーマルラブ ABNORMAL LOVE 異常性生活 美穂由紀（1990年、アールエーシー）
- マスカットYUKIコレクション 美穂由紀（1990年、アールエーシー CAV-007）
- SEXY SCANDAL　セクシースキャンダル 美穂由紀（1990年、VISUAL ONE CAV-007）

1991年
- 調教ナイトクラブ 美穂由紀（1991年3月15日、せいふく舎 MAS-013）
- 生理現象よ 美穂由紀 中曽根裕美（1991年6月21日、ルナ・エンタープライズ MCV-7）
- 解禁・美穂由紀ファイナル（1991年8月10日、ステラ STV-1054）※引退作品
- みだらなお嬢様FUCK 美穂由紀（1991年、オデッセウス）※「ムーンライトバニー」とほぼ同一
- ゆきの二枚舌大賞 美穂由紀（1991年、RAC/with.. WTH-008）
- いけない看護婦物語 診察室の影から（1991年、キャロルキング CL-027）全4名

1992年
- 荒淫、矢の如し（1992年、アイダス/パンプキン・ハウス PK-28）
- 犯された制服 もっと取り締めて！！（1992年、イメージ・ボックス SA-10）

### アダルトビデオ（書店流通）
1988年
- ビデオマガジン Beppin Vol.2（1988年6月15日、英知出版 BEV-88-02）
- アクトレス ビデオマガジン ギャルズスペシャル No.3 美穂由紀 花村えりか 上田忍 ほか（1988年、リイド社 LV-1010）

1989年
- SALTY CAKE 美穂由紀（1989年2月23日、大陸書房 PV-1109）
- 美少女たちのあぶない瞬間（1989年5月20日、大陸書房 PV-1118）全15名
- アクトレスビデオ増刊 ビデオマガジン おとこの遊艶地 No.7 美穂由紀 沙也加（1989年7月21日、リイド社 LV-1019）
- 美少女シリーズ あぶない身体検査 美穂由紀 名取あや 八島かおる（1989年6月25日、マドンナ社 MV-019）全3名
- 妹の秘密 美穂由紀 冴島奈緒（1989年10月1日、サクセスビデオ SVC-3006）
- 愛・されたい（1989年10月22日、大陸書房 PV-1152）
- 美穂由紀 クイーンスペシャル（1989年11月5日、笠倉出版社 AVJ30-58）
- 先生が教えてあげる 美穂由紀 後藤えり子（1989年12月25日、マドンナ社 MV-027）

1990年
- スチュワーデス物語 秘密遊戯 杉森久美子 美穂由紀 五島めぐ（1990年2月20日、笠倉出版社 CAV30-80）全3名
- ドキドキもっこりランド 美穂由紀 広田まみ 秋山まり子（1990年11月19日、大陸書房 PV-1530）全3名
- あぶない生活指導 手とり口とり教えます 美穂由紀 仲崎亜子 浅香由美（1990年5月20日、笠倉出版社）全3名
- ぶっとび看護婦 いけない診察室（1990年5月20日、大陸書房 PV-1532）全4名
- マドンナメイトスペシャル 1 特撮版（1990年5月25日、二見書房 MV-035）全17名
- ぶっとび看護婦 快感診察室（1990年6月22日、大陸書房 PV-1536）全4名
- 性熟学園 桃色教師 美穂由紀 川原琴美 西田あかり（1990年10月20日、笠倉出版社）全3名
- ザ・ONANIE倶楽部 女子大生編（1990年12月5日、大陸書房 PV-1710）

1991年
- 痴漢と覗き むき出し下半身（1991年2月8日、大陸書房 PV-1719）
- パワフル・スーパーVIDEO DOKI DOKI VOL 3 美穂由紀 浅井理恵 佐藤充代 ほか（1991年3月、リイド社 LV-1046）

### アダルトビデオ（バラエティビデオ、ビデオマガジン）
- セーラー服の女ともだち（1987年7月30日、クリスタル映像）…「美樹由紀」名義
- ビデオSEXY倶楽部30（1988年9月3日、宇宙企画）
- OMAN特番 ニュースエクスタシー（1988年10月25日、にっかつVF）
- 別冊 満子 おげれつ投稿ライブ'88（1988年12月10日、V&Rプランニング VR-128）
- MAGAZINE VIDEO ラ・ルージュ PART III（1988年12月23日、宇宙企画）
- 月刊デザイアークラブ 3月号 美穂由紀 工藤響子 さくら 藤田容子（1989年3月15日、シネマサプライ CS-59）
- アクションタッチスペシャリー 2（1990年5月17日、東京音光 TL-81）
- 原色VIDEO図鑑 OL倶楽部 Vol.2 美穂由紀 本田亜理沙 小谷夏子 ほか（1990年11月4日、宇宙企画 UF-69）
- 着せかえ制服族（1990年10月12日、HRC）
- 完全オリジナル ONANIEだよ! 全員集合（1990年11月13日、HRC）

### アダルトビデオ（共演作、名場面集、メイキング）
- メーキングクリスタル 淫撮（1987年8月3日、クリスタル映像）
- 夏休み特別企画 2 KISS 〜ベストヒットデラックス〜（1989年7月29日、新東宝 STY-56）
- ハートにキッス（1989年10月9日、AVジャパン）
- 生素材発掘貴重版(4) 美穂由紀 ミポリンに任せとキ!（199?年[要追加記述]、ライトボックス）

### アダルトビデオ（編集作品）
1989年
- ベスト・ヒット・フェニックス 5 美穂由紀 鮎川真理 御藤静 広瀬未希 愛田ゆう子（1989年8月10日、フェニックスビデオ PM-91）全5名
- ザ・ナースメモリー 美穂由紀 鮎川真理 舞坂ゆい（1989年11月5日、笠倉出版社 AJV30-62）全3名

1990年
- 宇宙からの贈りもの 君は何人知っている? 39人の美少女登場!（1990年1月18日、英知出版 UKV68-01）全39名
- ランジェリー大会 濃縮20連発（1990年3月12日、ファイブスター FV-8792）全10名
- AV TOP ギャルズベスト10 あぶない贈り物（1990年7月5日 笠倉出版社 AJV31-10）全10名
- フラッシュバック ウルトラミックス 1（1990年7月20日 アリスJAPAN KA-1335）全13名
- ベスト・ヒット・フェニックス 8 美穂由紀 鮎川真理 山下麻衣 中尾加奈子 柏木美雪（1990年7月30日、フェニックスビデオ PM-0141）全5名
- 着せかえ制服族 小沢奈美 美穂由紀 岡田優奈（1990年10月12日、シェール HRC-52）全3名
- VIPスペシャル 2 100％純生スーパーアイドル 美穂由紀 林かづき 中原絵美（1990年10月19日、VIP 7B-077）全3名
- ムーンライトバニー スペシャル 樹まり子 鮎川真理 美穂由紀 ほか（1990年、せいふく舎 SE-115）全5名
- カリフォルニア巻き 美穂由紀 浅見唯 藤沢まりの（1990年、タイム・アロー）全3名
- 制服マンマンくらべ 五島めぐ 小沢奈美 森村あすか 工藤ひとみ ほか（1990年、ファイブスター FV-8849）全10名

1991年
- 制服ロマン娘 小沢奈美 御藤静 青山ちはる 美穂由紀 山下麻衣（1991年2月5日、笠倉出版社 AJV32-12）全5名
- スパークエクスタシー 巨乳快感ベスト10（1991年6月8日、大陸書房 PV-1731）全10名
- お元気クリニック大全集 荒木美操 美穂由紀 五島めぐ（1991年8月8日、東京音光 TM-32）全31名
- あぶない制服 VS ランジェリーSPECIAL 25（1991年10月5日、笠倉出版社 AJV32-51）全25名
- 20コのチチまるこちゃん 2 木田彩水 河合美果 藤本聖名子 君島愛 美穂由紀 中原絵美 他（1991年、ファイブスター）全10名
- H秘書はナマがお好き スペシャル あいだもも 木田彩水 美穂由紀 森村あすか（1991年、シェール HRC-097）全4名

1992年
- 乳房時代 25 藤本聖名子 葉山レイコ 河合美果 美穂由紀 他（1992年1月15日、笠倉出版社 CAV32-88）全25名
- 100人のマドンナ 4（1992年3月15日、笠倉出版社 CAV32-96）全25名
- スペルマエンジェル 4 Part.1 樹まり子 鮎川真理 松本まりな 美穂由紀（1992年、イメージボックス AP-16）全4名

1993年
- ザ・ONANAIE スペシャル（1993年4月16日、笠倉出版社 AJV34-22）全8名
- AVギャル烈伝 2（1993年6月21日、笠倉出版社 CAV34-35）多数出演
- AVギャル烈伝 3（1993年7月22日、笠倉出版社 CAV34-44）全28名
- レンタルAV10年史 トップ10アイドルコレクション 朝岡実嶺 小沢奈美 桂木麻也子 樹まり子 美穂由紀 ほか（1993年9月25日、笠倉出版社 MV-089）全10名
- 巨乳病院淫乳看護婦 庄司みゆき 美穂由紀 ほか（1993年11月20日、ペガサスランド YSM-212）全4名
- あぶない放課後 憧れの女教師スペシャル（1993年12月10日、V&Rプランニング VO-127）全6名
- スーパーAVコレクション 美穂由紀 野坂なつみ（1993年、ワイルドワン WIL-010）
- イケナイ女秘書 夜の男狩り 美穂由紀（1993年、HRC BVN01-05）※「H秘書はナマがお好き 2」を再編集したもの
- ワイセツTIME 絶頂へのワープは強烈すぎる一突 あいだもも 美穂由紀 鈴木奈緒（1993年、ディレクターズシステム）全3名
- 女が熟れる瞬間 4（1993年、ガーリック・インターナショナル GL-04）他出演:丸井トマト、美穂由紀

1994年
- AV10年史 2（1994年4月29日、VIP VEL-21）全13名
- レンタルAV10年史 トップ20コレクション特選版 制服大図鑑（1994年5月25日、二見書房 MV-103）全20名
- 33名のSEXバトル大会 AV巨乳年鑑 1（1994年11月4日、笠倉出版社）全33名
- ウルトラ巨乳烈伝 川原琴美 美穂由紀 沢村杏子 村上麗奈 いとうしいな（1994年12月15日、オデッセウス出版 AB-0032）全5名
- 120人の美女 AV秘蔵コレクション Part1（1994年12月15日、笠倉出版社 AJV75-40）全30名

1995年
- ナース伝説10年史 1（1995年4月3日、笠倉出版社 AJV75-61）全35名
- 淫らなお願い 早くイカせて 美穂由紀 後藤えり子 木下絵里花 白木麻弥（1995年8月10日、コスミック出版 CV-1163）全4名
- 120人美女館 AV10年史 PART1（1995年11月11日、笠倉出版社 AJV76-18）全30名
- コレクター北条満編集 7 オナニー狂い 麻宮千聖 庄司みゆき 東清美 鮎川真理 美穂由紀 他（1995年11月25日、イメージボックス MD-23）全20名

1996年
- AV10年史 1（1996年1月1日、TEN-VIDEO DTV-202）全20名
- 伝説 裸天使アイドル15年史 プルルン編（1996年1月1日、芳友舎 FRV00-57）全16名
- 大巨乳 ワイド90分 1（1996年9月24日、笠倉出版社 AJV-7688）全25名

1997年
- オナニー狂い 淫乱女20人 3（1997年5月1日、青空出版）全20名

1998年
- お宝AVコレクション 松本まりな 美穂由紀（1998年5月5日、アトラス21 8A-051）＊「春風を君に/松本まりな」「出血大制服6/美穂由紀」を収録
  - お宝AVコレクション 松本まりな 美穂由紀（2015年6月30日、群雄社 AVD-048）＊「春風を君に/松本まりな」「出血大制服6/美穂由紀」を収録

1999年
- MASTER PIECE 美穂由紀（1999年5月28日、トータルメディアエージェンシー 7ID-6）
- リメークロマンシリーズ 美穂由紀 コレクション（1999年、フェアエスト RR-13）

2000年
- 逆ソープ天国 スペシャルエレクト(2)（2000年1月21日、アリスJAPAN DV-017）全6名
- スーパー90's 2 村上麗奈 早見瞳 青山ちはる 美穂由紀（2000年4月7日、スターシップ SSD-16）全4名
- Adult Beauty 23 花芯痙攣 美穂由紀（2000年7月1日、ファーストミュージック ELD-023）
- 爆裂100+1 蘇る100人の女神伝説（2000年8月25日、ロイヤルアート MKDV-013）全101名
- アトラスMEGAMIX 2（2000年10月13日、アトラス21 A00-101）VHS 全18名
  - アトラスMEGAMIX 2 極上の女神たち（2015年8月31日、アトラス21 AVD-052）DVD 全18名
- 女帝 美穂由紀（2000年11月14日、オー・ケイ出版社 OKV03-69）

2001年
- リメイク・ロマン・シリーズ 7 美穂由紀 樹ますみ（2001年2月23日、フェアエスト RDV-7）
- DIGITAL REMASTARING 美穂由紀（2001年7月27日、ロイヤルアート MKDV-016）※「オナドルNo.1」「恥態放題」を収録
- デジタルリマスタリングREMIX 黄金伝説（2001年8月24日、ロイヤルアート MKDV-047）全14名
- お宝コレクション 美穂由紀（2001年9月28日、デジタル・コミュニケーションズ OTK-005）
- イメクラSuper（2001年10月5日、メディアバンク ARD-003）全10名
- フェアエストRemix 3（2001年11月16日、フェアエスト FE-023）全17名

2002年
- M KING of BEST DVD 五十嵐こずえ 桜樹ルイ 美穂由紀 ほか（2002年1月25日、ロイヤルアート MKDV-061）多数出演
- ルネッサンス -蘇るAVアイドル-（2002年4月19日、h.m.p HODV-00004R）全15名

2003年
- AV15年史 DVD完全版（2003年3月10日、ビデオバンク BNDV-00104）全92名
- REVIVAL COLLECTION 5 よみがえるAV黄金期の女優たち 1 桜樹ルイ 樹まり子 木田彩水 美穂由紀 青山ちはる（写真集+DVD）（2003年4月1日、鹿砦社 RS-05）全5名
- BEST4時間 美穂由紀（2003年4月25日、アトラス21 AVD-0138）※「金閣寺」「出血大制服 6」「オナドルNO1 欲情むきだし」「解禁・美穂由紀ファイナル」を収録
  - BEST4時間 美穂由紀（2013年5月25日、群雄社 DAG-021）※「金閣寺」「出血大制服 6」「オナドルNO1 欲情むきだし」「解禁・美穂由紀ファイナル」を収録
- RESPECT 1500 美穂由紀（2003年6月27日、フェアエスト SLV-002）
- 爆烈 女優(100+1)+素人(100+2)=203人も見れちゃうって本気(マジ)っすか!?（2003年7月11日、ロイヤルアート MKDV-097）全203名
- vintage 美穂由紀（2003年9月22日、ヴィンテージ DVIN-6）

2004年
- ザ･若奥様 神話・第一章 美穂由紀 柴田はるか 田村香織 川村弥生（2004年2月28日、アリーナ・エンターテインメント AEDVD-69）全4名
- Re:美穂由紀コレクターズ 2枚組（2004年5月28日、ロイヤルアート MKDV-136）
- h.m.p女優大図鑑 アイドル編 4時間（2004年9月9日、ビデオバンク BNDV-226）全20名

2005年
- Re:僕達は忘れない･･･ウルトラBEST4時間 2（2005年4月27日、ロイヤルアート MKDV-168）全12名
- The Best of No.1 美穂由紀 Deluxe（2005年9月9日、メディアバンク DAJ-66）
- BEST OF 240 COLLECTION（2005年10月28日、アトラス21 AVD-274）全6名
  - BEST OF 240 COLLECTION（2016年1月30日、アトラス21 AVD-057）全6名

2006年
- 美穂由紀 Memories プレミアム（2006年4月25日、ロイヤルアート RDM-1003R）
  - 美穂由紀 Memories プレミアム（2006年11月30日、ロイヤルアート RDM-1003）
- AV黄金期スーパーアイドル20人 たっぷり4時間（2006年9月29日、ロイヤルアート RDO-1022）全20名
- Legend VOL.10 美穂由紀（2006年12月8日、エーエスジェイ GRA-10）※「SALTY CAKE」「ムーンライト・バニー」「花芯」「愛・されたい」を収録

2008年
- again 美穂由紀（2008年3月21日、エクストリージョン ERTS-2）

2009年以降
- I LOVE 美穂由紀 あの感動を今、ここに…（2009年5月23日、ロイヤルアート RDI-1016）
- Legend Special VOL.67 美穂由紀（2012年3月16日、エーエスジェイ GRAS-067）※「由紀の恥丘大紀行」「あぶない家庭教師シリーズ恥態放題」「TENPOINT10点満点」を収録
- Legend Special VOL.87 美穂由紀（2013年12月13日、エーエスジェイ GRAS-087）※「禁断症状」「ヘビーセックス宣言果肉狩り」「Mの憂鬱」を収録
- V＆R 復刻リクエスト あぶない放課後 女教師スペシャル 美穂由紀 冴島奈緒 つかもと友希（2015年1月9日、V＆R VRTM-047）全3名
- 薄い桃色に堅い根棒（2021年12月26日、スパークビジョン NAGA-007）全7名
- セクシー・スキャンダル 美穂由紀（2021年12月26日、スパークビジョン NAGA-009）
- 金曜の夜は・・・深くうめて 美穂由紀（2021年12月26日、スパークビジョン NAGA-016）
- 伝説の美女 小林ひとみ 美穂由紀（2022年3月26日、スパークビジョン NAGA-025）

発売年不明
- コレクター北条満編集 2 オナニー狂い・淫乱30人（コレクターズ・システム販売 HJM-02）VHS 全30名
- コレクター北条満編集 26 制服を姦る・淫乱バニーガールコレクション 美穂由紀 鮎川真理 松本まりな 樹まり子 ほか（コレクターズ・システム販売 HJM-26）VHS
- コレクター北条満編集 31 巨乳美乳絶叫・淫乱50人（コレクターズ・システム販売 HJM-31）VHS 全50名
- Forever フォーエバー 美穂由紀（コレクターズ・システム販売 FOR-14）VHS
- こまんたれぶ 美穂由紀（ルナ・エンタープライズ HP-007）VHS
- NO!と言えない女 美穂由紀（キッズビデオ KD-003）VHS
- ザ・ポルノ 美穂由紀（マーシー MV-009）VHS
- 気絶するほどして欲しい 美穂由紀（ズームエンタープライズ BV-001）VHS
- 熱きささやき 美穂由紀（スウィングアウト SWO-007）VHS

### カセット
- マドンナメイトカセット　美穂由紀 体感クライマックス（1989年7月25日、二見書房）

## 書籍

### 写真集（単体作品）
- デラックス近代映画・ピクトリアル(1) 美穂由紀写真集（1987年9月25日、近代映画社）撮影:木津智志
- [夏物語] 美穂由紀18歳（1987年9月、白夜書房）撮影:高桑常寿
- 美穂由紀写真集（1988年1月5日、近代映画社 近映文庫）撮影:木津智志 ISBN 9784764814875
- 南色の風 美穂由紀写真集 EICHI MOOK No.68（1988年7月10日、英知出版）撮影:斉木弘吉
- 美穂由紀 マドンナメイト写真集（1988年12月25日、マドンナ社）撮影:米本光穂 ISBN 9784576881423
- セクシャルパーティー 美穂由紀写真集（1989年3月25日、大陸書房）撮影:落合遼一 ISBN 9784803320046
- 美穂由紀写真集 アリエスの誘惑（1989年7月10日、大陸書房）撮影:落合遼一 ISBN 9784803320718

### 写真集（単体作品以外）
- マドンナメイト・カタログ Part.3 美穂由紀 鮎川真理 松本まりな 樹まり子 ほか（1990年1月25日、マドンナ社）ISBN 9784576891958
- マドンナメイト・カタログ Part.4 樹まり子 沢木まりえ 小沢奈美 木田彩水 美穂由紀 ほか（1991年1月25日、英知出版）ISBN 9784576901596 全78名
- 女性アイドル写真集 SWEET LINGERIE 小森愛 牧本千幸 森永千代子 美穂由紀 ほか（1991年1月25日、英知出版）撮影:木村智哉 古川晴彦 大滝登 全12名
- REVIVAL COLLECTION 5 よみがえるAV黄金期の女優たち 1 桜樹ルイ 樹まり子 木田彩水 美穂由紀 青山ちはる（写真集+DVD）（2003年4月1日、鹿砦社）ISBN 9784846304959 全5名
- Video Gal Clip vol.1　佐伯琴美 桜樹ルイ 美穂由紀（?、さーくる社）全3名
- パンティ・コレクション No.3 究極の極小パンティからシースルーランジェリー 松阪季実子 坂上真琴 井上美樹 美穂由紀 ほか（?、光彩書房）全10名

### 雑誌
- オトメクラブ 1987年11月号（白夜書房）
- URECCO 1988年10月号、1989年12月号（ミリオン出版）
- 魅惑のランジェリー 1988年11月号（光彩書房）
- アップル通信 1989年1月号（三和出版）
- 100人の美少女たち ’89 Best Video Idol 100（1989年3月10日、ピラミッド社）
- GIRL Friends 1989年5月号（ポスター:美穂由紀）（若生出版）
- ベストビデオ 1989年10月号（ビデオ完全カタログ:美穂由紀）（三和出版）
- 下着ファッション No.29（1989年10月1日、光彩書房）
- ベスト・ランジェリー No.1（1990年5月10日、光彩書房）
- ランジェリー・コレクション No.7（1990年10月15日、光彩書房）
- ランジェリー・コレクション No.8（1991年1月15日、光彩書房）
- ビデオメイトDX 1991年10月号（少年出版社）
- BIZARRE 2（特集:美穂由紀のすべて）（?、さーくる社）

### コミック
- AVギャル初体験物語(1) 小沢奈美 工藤ひとみ 松坂季実子 庄司みゆき 木田彩水 林由美香 岡田優奈 朝比奈樹里 美穂由紀 樹まり子（著者:葉月かずお）（1990年11月25日、日本文華社）ISBN 9784821193233 全10名

## ゲーム
- THE・野球拳 パート7 美穂由紀 葉月ひかる 岸本かおる 小川真実 全4名（1980年代中頃、NEWジャトレ）※アーケードゲーム
- ギャルズパニック CGキャラ:松本まりな 木田彩水 小沢奈美 美穂由紀 中原絵美 浅野しおり 全6名（1990年、カネコ）※アーケードゲーム